# Théogonie (Hésiode)
Pour les articles homonymes, voir Théogonie.

La Théogonie (en grec ancien Θεογονία / Theogonía) est une œuvre du poète grec Hésiode (VIIIe siècle av. J.-C.) écrite en hexamètres dactyliques. Elle joue un rôle fondateur dans la connaissance que nous avons de la mythologie grecque. Le terme « théogonie » vient du nom θεός / theós qui signifie « dieu » et du verbe γεννάω / gennáō qui signifie « engendrer ». Il s'agit donc d'un récit de l'origine des dieux.

## Historique
Le mythe hourrite de Kumarbi présente de nombreux points de contact avec la cosmogonie d'Hésiode. Ce mythe traduit des conceptions influencées par le rayonnement de la civilisation mésopotamienne, mais son contenu reste foncièrement hourrite. Du moins assure-t-il un lien entre la Grèce et l'Orient.

## Sujet
« Grand récit de la succession des générations divines », selon l'expression de Nicole Loraux[réf. nécessaire], le poème conte la naissance de « la race sacrée des Immortels toujours vivants » (v. 105). Il s’ouvre par une longue invocation aux Muses :

« Commençons, pour chanter, par les Muses Héliconiennes, qui habitent la grande et divine montagne de l’Hélicon, et qui autour de la source à l'aspect de violette, de leurs pieds délicats, dansent, ainsi qu'autour de l’autel du très puissant fils de Cronos. »

— Hésiode, Théogonie, proème v. 1-4, trad. Aude Priya Wacziarg Engel
Hésiode narre d’abord les circonstances de sa vocation : les Muses l’ont visité alors qu’il faisait paître ses troupeaux sur les pentes du mont Hélicon. Elles lui ont remis un rameau de laurier, et lui ont ordonné de chanter l’histoire des dieux immortels. La seule condition qu’elles imposent à ce don de voyance poétique est de les célébrer au début et à la fin de chacun de ses chants, ce qu’il fait aussitôt par un hymne qui peut se diviser en quatre parties :
1. Les Muses ont pour fonction de réjouir le cœur de Zeus.
2. Naissance et apparition des Muses sur l’Olympe.
3. Les Muses sont les inspiratrices des rois et des poètes. Invocation aux Muses.

Hésiode évoque ensuite l’émergence du règne de Zeus. Au commencement est le Chaos, état d’indistinction universel, suivi par Gaïa (la Terre), et Éros (le Désir, principe du commencement et de l’origine). De ces divinités premières naissent les éléments naturels (la Nuit, le Jour, etc.) et de nombreuses divinités allégoriques (le Sommeil, la Mort, etc.).
Parallèlement, des théomachies voient Zeus prendre le pouvoir sur les Immortels, et chasser les forces anciennes créatrices de désordre (les Titans et les Géants). Zeus concilie en lui la force (« il a en main le tonnerre et la foudre flamboyante », v. 706–707) et l’intelligence (il a avalé Métis, déesse de l’intelligence rusée). Son règne s’appuie sur la justice, comme le symbolisent ses noces avec Thémis, déesse de la Justice et de la Loi, avec qui il engendre les trois heures : l'Ordre (Eunomia), la Justice (Dikè) et la Paix (Eirenè).

## Structure de l'œuvre

Manuscrit du XVIe siècle.

Ce découpage des épisodes de la Théogonie suit globalement celui adopté par Paul Mazon dans la Notice de la Théogonie, dans son édition des œuvres d'Hésiode, dans la Collection des universités de France.
- v. 1–114 : prélude
- v. 115–153 : cosmogonie : le Chaos, apparition d'Éros, de Gaïa (Terre), qui enfante Ouranos (Ciel). Naissance de Nyx (Nuit) et d'Éther (Lumière du jour). Naissance des enfants de Gaïa et d'Ouranos : les Titans.
- v. 154–210 : récit de la castration d'Ouranos par Cronos. Naissance d'Aphrodite.
- v. 211–232 : la descendance de la Nuit.
- v. 233–336 : la descendance de Gaïa et de Pontos (Flot).
- v. 336–616 : les enfants des Titans.
  - honneurs réservés par Zeus à Styx (v. 389–403).
  - honneurs réservés par Zeus à Hécate (v. 411–452).
  - récit de la naissance de Zeus et de sa victoire sur son père Cronos (v. 459–506).
  - récit du partage de Mékôné et de la ruse de Prométhée. Vol du feu. Création de Pandore (v. 535–616).
- v. 617–735 : récit de la Titanomachie.
- v. 736–819 : descriptions du Tartare.
- v. 820–880 : récit du combat entre Zeus et Typhée.
- v. 881–885 : avènement définitif de Zeus. Partage des honneurs entre les dieux.
- v. 886–962 : la descendance de Zeus.
- v. 963–964 : formule conclusive de la théogonie proprement dite.
- v. 965–1020 : hérôogonie : catalogue des héros nés de l'union d'une déesse et d'un mortel.
- v. 1021–1022 : formule introductive du Catalogue des femmes auxquelles se sont unis des dieux, et qui faisait suite à la Théogonie.

## Homère et Hésiode
Homère et Hésiode sont tous deux considérés comme les sources littéraires ayant exercé la plus forte influence sur la mythologie grecque. Leurs poèmes utilisent le même vers et la même langue. À la fin du poème, Zeus prend ainsi bien garde de ménager les anciennes puissances comme Hécate ou Styx. On a pu y reconnaître l’influence des mythologies du Proche-Orient, en particulier les mythes hittites (légendes de Kumarbi et d'Ullikumi), babyloniens ou akkadiens (poème Enuma Elish).
Les théogonies d’Homère et Hésiode comportent cependant de nombreuses différences. Ainsi, chez Homère, Zeus est l’aîné des fils de Cronos, comme Poséidon le souligne à plusieurs reprises. C'est son aînesse qui assure son pouvoir et sa domination sur les autres Immortels. En revanche, chez Hésiode, Zeus est le troisième fils. C'est sa victoire sur son propre père qui assure sa domination. De même, Homère fait de Zeus le père de nombreux dieux (comme Aphrodite) qui sont ses frères et sœurs chez Hésiode.

#### Bases de données et dictionnaires
- Notices dans des dictionnaires ou encyclopédies généralistes :   - Britannica
  - Larousse
  - Nationalencyklopedin
  - Universalis
- Notices d'autorité :   - VIAF
  - BnF (données)
  - IdRef
  - LCCN
  - GND
  - Japon
  - Espagne
  - Pologne
  - Israël
  - Catalogne
  - Vatican
  - Australie
  - Norvège
  - Grèce
  - WorldCat